# Jordi Carchano i Atenza
Jordi Carchano i Atenza   (Sant Quirze del Vallès, 2 de juliol de 1984) és un ex-pilot de motociclisme català que competí internacionalment entre la temporada de 2003 i la de 2006.

## Resultats al Mundial de motociclisme
| Any   | Categoria | Moto    | Curses | Victòries | Podis | Pole | Punts | Posició |
| ----- | --------- | ------- | ------ | --------- | ----- | ---- | ----- | ------- |
| 2003  | 125cc     | Honda   | 1      | 0         | 0     | 0    | -     | -       |
| 2004  | 125cc     | Aprilia | 14     | 0         | 0     | 0    | 2     | 31è     |
| 2005  | 125cc     | Aprilia | 16     | 0         | 0     | 0    | 6     | 29è     |
| 2006  | 250cc     | Aprilia | 15     | 0         | 0     | 0    | -     | -       |
| Total |           |         | 46     | 0         | 0     | 0    | 12    |         |